# Droga ekspresowa R2 (Słowacja)
Droga ekspresowa R2 (słow. rýchlostná cesta R2) – projektowana słowacka droga ekspresowa przebiegająca równoleżnikowo pomiędzy granicą z Czechami (kontynuacja w kier. Uherské Hradiště) koło Trenczyna na zachodzie a Koszycami na wschodzie kraju. Na odcinku Żar nad Hronem – Zwoleń jej przebieg pokryje się z trasą dróg ekspresowych R1 i R3.
Zbudowane odcinki (bez pokrywających się z R1 i R3), jedna jezdnia:
- obwodnica miejscowości Ožďany – 6,09 km
- obwodnica miejscowości Figa – 3,308 km
- obwodnica miasta Tornaľa – 10,694 km
- obwodnica miasta Bánovce nad Bebravou – 10,760 km[2]